# Klaudiusz Angermann
Klaudiusz Angermann (* 7. Juli 1861 in Lemberg, Galizien; † 11. November 1922 in Nowy Sącz) war ein polnischer Politiker, Erdölindustrieller und  Abgeordneter zum Österreichischen Abgeordnetenhaus.

## Leben
Angermann wurde als Sohn des Steueramtskontrolleurs Karol Angermann geboren und besuchte das Gymnasium in Przemyśl. Nach der Matura setzte er seine Ausbildung an der Technischen Hochschule Lemberg sowie zwischen 1880 und 1883 an der Technischen Hochschule Wien fort. Angermann arbeitete ab 1885 im Baudienst der Galizischen Staatseisenbahnen und stieg 1890 zum Ingenieur-Adjunkten an der Bahnerhaltungs-Sektion in Jasło auf. Er wurde 1895 Stadtingenieur in Jasło und arbeitete ab 1902 in der Erforschung von Erdöllagerstätten. Hierbei war Angermann auch international tätig, wobei er unter anderem im Kaukasus und in Rumänien aktiv war. Er verfasste Artikel in Fachzeitschriften sowie eine Abhandlung über die „Allgemeine Naphta-Geologie“. 
Zuletzt war Angermann beruflich als Erdöl-Industrieller in Boguchwała tätig, wobei er als Mitbesitzer auch an Erdölgruben in den Bezirken Drohobycz, Krosno und Sanok beteiligt war. Des Weiteren wirkte er als Vorstandsmitglied der Aktiengesellschaft für Naphtaindustrie in Lemberg und gehörte den Vorständen und Aufsichtsräten verschiedener weiterer galizischen Industrie- und Finanzunternehmen an.
Angermann, der auch als Mitglied des Ausschusses des Bundes der Arbeitgeber in der Peroleumindustrie in Lemberg aktiv war, kandidierte bei der Reichsratswahl 1911 im Wahlbezirk Galizien 46 und war in der Folge vom 17. Juli 1911 bis zum 12. November 1918 Abgeordneter zum Österreichischen Abgeordnetenhaus. Er gehörte dem Polenklub an und war Mitglied der Polnischen Volkspartei, (ab 1913 Polskie Stronnictwo Ludowe Piast).
Angermann war röm.-kath. Konfession und heiratete 1904 Maria Turczynowicz-Suszycka. Er wurde Vater von zumindest einem Sohn. 